# Hyptiotes affinis
Hyptiotes affinis är en spindelart som beskrevs av Friedrich Wilhelm Bösenberg och Embrik Strand 1906. Hyptiotes affinis ingår i släktet Hyptiotes och familjen krusnätsspindlar. Inga underarter finns listade i Catalogue of Life.